# Arachnidiidae
Arachnidiidae é uma família de briozoários pertencentes à ordem Ctenostomatida.
Géneros:
- Arachnidia Hincks, 1859
- Arachnidium Hincks, 1859
- Arachnoidea Moore, 1903
- Arachnoidella d'Hondt, 1983
- Arachnoidia Moore, 1903
- Cardoarachnidium Taylor, 1990
- Criptoarachnidium Jebram, 1973
- Parachnoidea d'Hondt, 1979
- Pierrella Wilson & Taylor, 2012